# Archigny
Archigny är en kommun i departementet Vienne i regionen Nouvelle-Aquitaine i västra Frankrike. Kommunen ligger i kantonen Vouneuil-sur-Vienne som tillhör arrondissementet Châtellerault. År 2022 hade Archigny 1 060 invånare.

## Befolkningsutveckling
Antalet invånare i kommunen Archigny
| Referens: INSEE |